# Никифор (мученик)
Святий Никифор — ранньо-християнський святий і мученик.
Святий Никифор помер мученицькою смертю за Христову віру. Вже в імені Никифора криється суть його життя. Слово «ники» означає у перекладі з грецької мови «перемога», а «форейн» — «нести».
Никифор мужньо виніс перемогу над страхом смерті та спокусами відступництва від святої віри, здобувши у нелегкій боротьбі переможний вінець мучеництва і осягнувши вічне життя.
Пам'ять — 22 лютого